# ورزشگاه سین ث
ورزشگاه سین ث (به لاتین: Cần Thơ Stadium) یک ورزشکاه فوتبال در ویتنام است که در کان تو واقع شده‌است.